# Elliot Griffin Thomas
Elliot Griffin Thomas (* 15. Juli  1926 in Pittsburgh, Pennsylvania; † 28. Februar 2019 in Timonium, Maryland) war ein US-amerikanischer Geistlicher und römisch-katholischer Bischof von Saint Thomas auf den Amerikanischen Jungferninseln.

## Leben
Elliot Griffin Thomas wuchs auf der Insel Tortola auf, die zu den Britischen Jungferninseln gehört. Er studierte Pharmazie und war Militärapotheker der U.S. Army in Frankfurt am Main und in München. Anschließend arbeitete er als Apotheker auf der Insel Saint Thomas und in Erie in Pennsylvania.
1957 konvertierte er zur Römisch-katholischen Kirche. 1982 nahm er das Studium der Theologie auf, um Priester zu werden. Der Bischof von Saint Thomas, Seán Patrick O’Malley OFMCap, weihte ihn am 6. Juni 1986 zum Priester.
Papst Johannes Paul II. ernannte ihn am 30. Oktober 1993 zum Bischof von Saint Thomas. Der Erzbischof von Washington James Aloysius Kardinal Hickey spendete ihm am 12. Dezember desselben Jahres die Bischofsweihe; Mitkonsekratoren waren Seán Patrick O’Malley OFMCap, Bischof von Fall River, und Donald James Reece, Bischof von Saint John’s-Basseterre.
Am 29. Juni 1999 nahm Johannes Paul II. seinen vorzeitigen Rücktritt an.